# Obersiebenbrunn (Herrschaft)

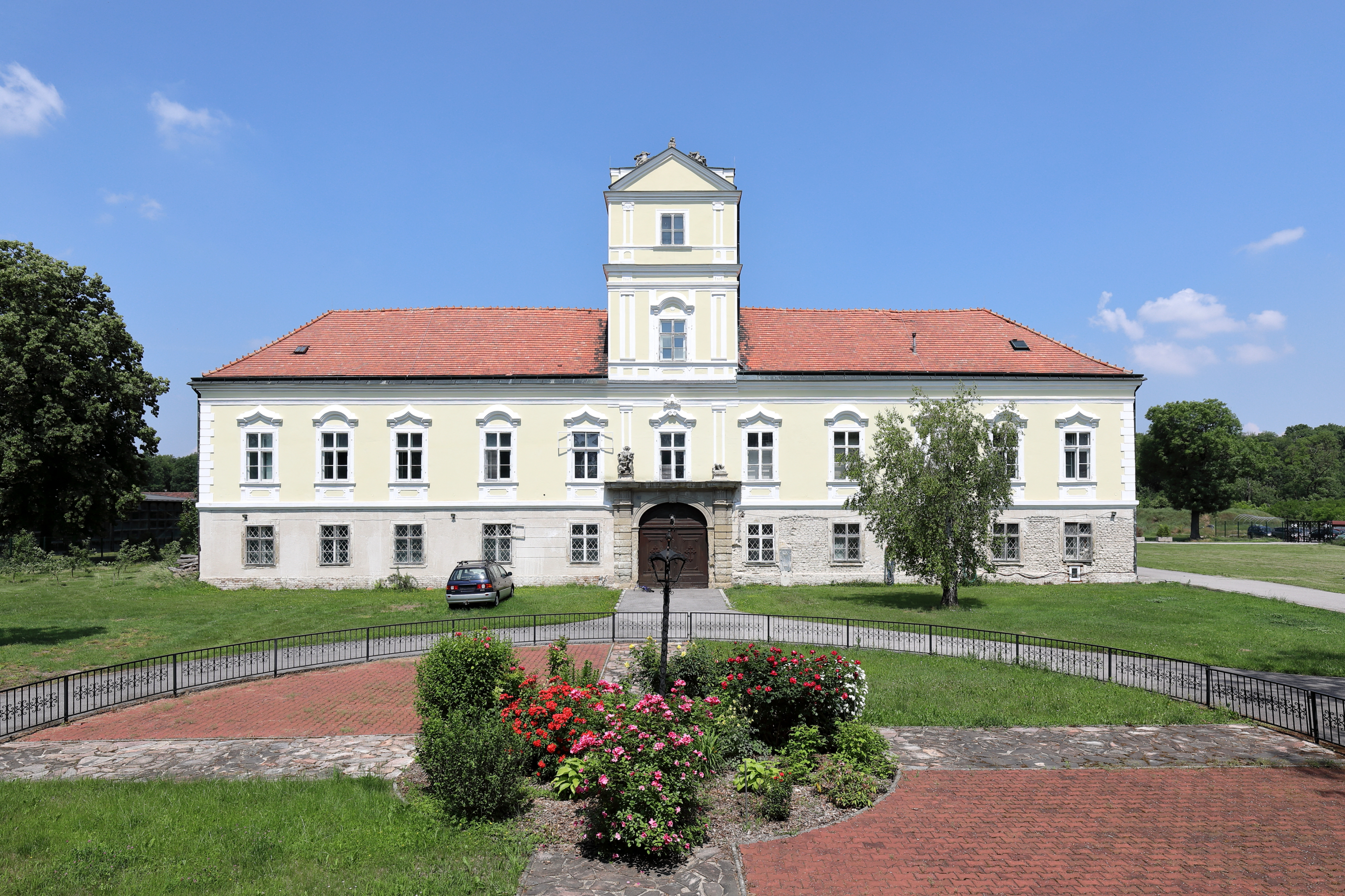
Schloss Obersiebenbrunn, Sitz der Verwaltung (2018)

Die Herrschaft Obersiebenbrunn war eine Grundherrschaft im Viertel unter dem Manhartsberg im Erzherzogtum Österreich unter der Enns, dem heutigen Niederösterreich.

## Ausdehnung
Die Herrschaft umfasste zuletzt die Ortsobrigkeit über Oberwaiden, Lassee, Obersiebenbrunn, Untersiebenbrunn und Schönfeld. Der Sitz der Verwaltung befand sich im Schloss Obersiebenbrunn.

## Geschichte
Der letzte Inhaber der Fideikommissherrschaft war Maximilian Graf von Kollonitz (* 1799), der auch in der Steiermark und in Großschützen im damaligen Ungarn begütert war; er löste die Herrschaft nach den Reformen 1848/1849 auf.